# Долли, Джейсон
Джейсон Скотт Долли (англ. Jason Scott Dolley; род. 5 июля 1991, Лос-Анджелес, США) — американский актёр и музыкант. Известен своими ролями в фильмах и сериалах канала «Дисней». 

## Биография
Родился в Лос-Анджелесе, Калифорния. Долли получил свой первый сценический опыт в 11 лет, когда он и один из его братьев приняли участие в школьном шоу талантов. Получил известность после фильма «Читай и рыдай», после чего снялся в фильмах «Спасая Шайло», «Спасатели во времени», «Пит в перьях» и в сериале «Держись, Чарли!». Впервые на экранах телевизоров Джейсон Долли появился в 2004 году, приняв участие в съемках телесериала «Настоящие дикари», а также в съемках художественного фильма под названием Chasing Daylight. Всего на счету актера съемки в пяти художественных фильмах и шести телесериалах. Джейсон Долли увлекается игрой на гитаре и фортепиано, компьютерными играми и пейнтболом.

## Фильмография
| Год       |     | Русское название               | Оригинальное название              | Роль                |
| --------- | --- | ------------------------------ | ---------------------------------- | ------------------- |
| 2004      | кор |                                | Chasing Daylight                   | Дилан               |
| 2004—2005 | с   | Настоящие дикари               | Complete Savages                   | ТиДжей Саваж        |
| 2006      | ф   | Спасая Шайло                   | Saving Shiloh                      | Марти Престон       |
| 2006      | тф  | Читай и рыдай                  | Read It and Weep                   | Коннор Кеннеди      |
| 2007—2008 | с   | Кори в доме                    | Cory in the House                  | Ньют Ливингстон     |
| 2007      | ф   | Воздух, которым я дышу         | The Air I Breathe                  | молодое Наслаждение |
| 2008      | тф  | Спасатели во времени           | Minutemen                          | Верджел Фокс        |
| 2009      | тф  | Пит в перьях                   | Hatching Pete                      | Пит Айви            |
| 2009      | с   |                                | Imagination Movers                 | Принц               |
| 2010—2014 | с   | Держись, Чарли!                | Good Luck Charlie                  | Пи-Джей Данкан      |
| 2011      | тф  | Держись, Чарли!: Это Рождество | Good Luck Charlie, It's Christmas! | Пи-Джей Данкан      |
| 2013      | с   | Джесси                         | Jessie                             | Пи-Джей Данкан      |
| 2014      | с   | Особо тяжкие преступления      | Major Crimes                       | Джей-Ми             |
| 2014      | ф   | Вертолётная мама               | Helicopter Mom                     | Ллойд               |